# Bill Atkinson
William Dana Atkinson (Los Gatos, 17 marzo 1951 – Portola Valley, 5 giugno 2025) è stato un programmatore statunitense, principalmente noto per il suo impiego alla Apple.

## Biografia
Si laureò in chimica all'Università della California - San Diego, dove Jef Raskin fu uno dei suoi professori. Nel 1978 entrò alla Apple, dove lavorò fino al 1990 prevalentemente sviluppando software per i computer della famiglia Macintosh. Dopo aver lasciato la Apple, fondò con Andy Hertzfeld e Marc Porat la General Magic, azienda dedita allo sviluppo di nuovi dispositivi intercomunicanti, che poi chiuse nel 2002. Nel 2007 entrò a lavorare presso Numenta, un'azienda per lo sviluppo di sistemi di intelligenza artificiale. Appassionato di fotografia, nel 1997 iniziò la commercializzazione di foto naturalistiche sul suo sito internet. Realizzò anche un'applicazione per smartphone, Postcard.

## Apple
Come programmatore alla Apple fece parte del gruppo di sviluppo del Macintosh 128K per cui scrisse il programma di disegno MacPaint e le librerie grafiche QuickDraw, alla base dell'interfaccia grafica del sistema operativo del Macintosh, il macOS.
Atkinson fu uno dei maggiori contributori allo sviluppo dell'interfaccia grafica che vide precedentemente presso Xerox e che in seguito sviluppò e migliorò per inserirla nel primo calcolatore con interfaccia grafica ad essere commercializzato, Apple Lisa. A lui si devono, ad esempio: 
- l'introduzione della funzionalità di sovrapposizione delle finestre, che prima di allora si disponevano sullo schermo senza potersi sovrapporre;
- il trascinamento di finestre e file attraverso lo schermo;
- la possibilità di toccare, manipolare, trasferire in maniera intuitiva gli oggetti disposti sullo schermo (Xerox permetteva di farlo solo tramite comandi testuali), grazie anche al parallelo sviluppo del mouse, da parte di Dean Hovey, che finalmente poteva muoversi in ogni direzione e non solo in alto, in basso, a destra o a sinistra.